# Hofmeyria
Hofmeryria atavus
Genre
Espèce
Hofmeyria est un genre fossile de thérocéphales du Wuchiapingien du Lopingien ou Permien supérieur et d'Afrique du Sud. 
Selon Paleobiology Database en 2023, ce genre est resté monotypique et la seule espèce fossile référencée est Hofmeryria atavus.

## Classification
Le genre Hofmeryria et l'espèce Hofmeryria atavus sont décrits en 1935 par le paléontologue sud-africain Robert Broom (1866-1951)[réf. incomplète],,,.

### Fossiles
Selon Paleobiology Database en 2023, ce genre a trois collections du Wuchiapingien du Lopingien ou Permien supérieur et d'Afrique du Sud.